# جان‌احمد
جان احمد روستایی در دهستان زهان بخش زهان شهرستان زیرکوه استان خراسان جنوبی ایران است. بر پایه سرشماری عمومی نفوس و مسکن در سال ۱۳۹۰ جمعیت این روستا ۲۸۶ نفر (در ۸۶ خانوار) بوده است.